# Scheidt (Radevormwald)
Scheidt ist eine Hofschaft in Radevormwald im Oberbergischen Kreis im nordrhein-westfälischen Regierungsbezirk Köln in Deutschland.

## Lage und Beschreibung
Die Hofschaft liegt im Norden des Stadtgebiets direkt an einer von der Landesstraße 414 in Richtung Oberönkfeld abzweigenden Nebenstraße. Nachbarorte sind Rochollsberg, Uelfe IV, Oberste Mühle und Heidt. Der Scheidter Bach mündet am südlichen Ortsrand in den Böckersfelder Bach und dieser knapp 20 Meter danach in die Uelfe.
Politisch wird der Ort durch den Direktkandidaten des Wahlbezirks 170 im Rat der Stadt Radevormwald vertreten.

## Geschichte
In der Karte Topographische Aufnahme der Rheinlande von 1825 ist die Hofschaft mit der Ortsbezeichnung „Scheid“ beschriftet.

## Wanderwege
Folgende Wanderwege führen durch den Ort:
- Ortsrundwanderwege A2, A3 und A6